# Denkova-Staviski Cup de 2014
Denkova-Staviski Cup de 2014 foi a terceira edição do Denkova-Staviski Cup, um evento anual de patinação artística no gelo de níveis sênior, júnior e noviço. A competição foi disputada entre os dias 11 de dezembro e 14 de dezembro, na cidade de Sófia, Bulgária.

## Eventos
- Individual masculino
- Individual feminino

## Medalhistas
| Evento                        | Ouro                           | Prata                            | Bronze                       |
| Sênior                        |                                |                                  |                              |
| Individual masculino detalhes | Matteo Rizzo · Itália          | Strid Justus · Dinamarca         | Adrien Bannister · Itália    |
| Individual feminino detalhes  | Pernille Sorensen · Dinamarca  | Fleur Maxwell · Luxemburgo       | Micol Cristini · Itália      |
| Júnior                        |                                |                                  |                              |
| Individual masculino detalhes | Marco Bozzuto · Itália         | Mikhail Medunitsa · Ucrânia      | Ivo Gatovski · Bulgária      |
| Individual feminino detalhes  | Rebecca Ghilardi · Itália      | Zeynep Dilruba Sanoglu · Turquia | Teodora Markova · Bulgária   |
| Noviço avançado               |                                |                                  |                              |
| Individual masculino detalhes | Başar Oktar · Turquia          | Alexander Zlatkov · Bulgária     | Emanuele Indelicato · Itália |
| Individual feminino detalhes  | Lucrezia Gennaro · Itália      | Alexandra Feigin · Bulgária      | İlayda Bayar · Turquia       |
| Noviço básico B               |                                |                                  |                              |
| Individual masculino          | Nikolai Zlatanov · Bulgária    | nenhum outro competidor          | nenhum outro competidor      |
| Individual feminino           | Stefanie Franceschini · Itália | Margarita Kolova · Bulgária      | Darena Mihajlova · Bulgária  |
| Noviço básico A               |                                |                                  |                              |
| Individual masculino          | Vassil Dimitrov · Bulgária     | Alp Eren Ozkan · Turquia         | Eray Sav · Turquia           |
| Individual feminino Grupo A   | Elifsu Erol · Turquia          | Ana Sofia Beschea · Romênia      | Ivelina Baicheva · Bulgária  |
| Individual feminino Grupo B   | Eliza Pancheva · Bulgária      | Ramona Andreea Voicu · Romênia   | Ece Ceylan Kaya · Turquia    |

## Resultados

### Sênior

#### Individual masculino
| Pos.              | Nome                | Nacionalidade | Pontos | PC        | PL         |
| ----------------- | ------------------- | ------------- | ------ | --------- | ---------- |
| Medalha de ouro   | Matteo Rizzo        | Itália        | 172.14 | 53.16 (2) | 118.98 (1) |
| Medalha de prata  | Strid Justus        | Dinamarca     | 161.95 | 56.68 (1) | 105.27 (3) |
| Medalha de bronze | Adrien Bannister    | Itália        | 157.62 | 50.47 (3) | 107.15 (2) |
| 4                 | Giorgio Settembrini | Itália        | 139.26 | 45.68 (4) | 93.58 (5)  |
| 5                 | Alessandro Fadini   | Itália        | 137.18 | 40.27 (5) | 96.91 (4)  |
| 6                 | Iassen Petkov       | Bulgária      | 108.65 | 36.84 (6) | 71.81 (6)  |
| WD                | Maurizio Zandron    | Itália        | —      | — (WD)    |            |
| WD                | Engin Ali Artan     | Turquia       | —      | — (WD)    |            |

#### Individual feminino
| Pos.              | Nome                | Nacionalidade | Pontos | PC        | PL        |
| ----------------- | ------------------- | ------------- | ------ | --------- | --------- |
| Medalha de ouro   | Pernille Sorensen   | Dinamarca     | 139.63 | 42.78 (5) | 96.85 (1) |
| Medalha de prata  | Fleur Maxwell       | Luxemburgo    | 136.69 | 51.52 (1) | 85.17 (2) |
| Medalha de bronze | Micol Cristini      | Itália        | 124.84 | 43.81 (3) | 81.03 (3) |
| 4                 | Sara Falotico       | Itália        | 121.70 | 47.87 (2) | 73.83 (5) |
| 5                 | Daniela Stoeva      | Bulgária      | 118.09 | 40.88 (6) | 77.21 (4) |
| 6                 | Nelma Hede          | Finlândia     | 111.22 | 42.86 (4) | 68.36 (6) |
| 7                 | Carol Bressanutti   | Itália        | 100.63 | 33.41 (7) | 67.22 (7) |
| WD                | Sofia Curci         | Itália        | —      | — (WD)    |           |
| WD                | Anastasia Kononenko | Ucrânia       | —      | — (WD)    |           |

### Júnior

#### Individual masculino júnior
| Pos.              | Nome                   | Nacionalidade | Pontos | PC        | PL        |
| ----------------- | ---------------------- | ------------- | ------ | --------- | --------- |
| Medalha de ouro   | Marco Bozzuto          | Itália        | 134.37 | 45.92 (1) | 88.45 (1) |
| Medalha de prata  | Mikhail Medunitsa      | Ucrânia       | 128.17 | 40.46 (6) | 87.71 (2) |
| Medalha de bronze | Ivo Gatovski           | Bulgária      | 123.56 | 42.98 (4) | 80.58 (3) |
| 4                 | Jari Kessler           | Itália        | 122.33 | 43.36 (2) | 78.97 (4) |
| 5                 | Marco Zandron          | Itália        | 119.12 | 43.20 (3) | 75.92 (5) |
| 6                 | Alberto Vanz           | Itália        | 113.38 | 42.32 (5) | 71.06 (6) |
| 7                 | Alexandr Khilinichenko | Ucrânia       | 100.45 | 36.35 (7) | 64.10 (7) |

#### Individual feminino júnior
| Pos.              | Nome                   | Nacionalidade | Pontos | PC         | PL         |
| ----------------- | ---------------------- | ------------- | ------ | ---------- | ---------- |
| Medalha de ouro   | Rebecca Ghilardi       | Itália        | 115.39 | 42.86 (1)  | 72.53 (1)  |
| Medalha de prata  | Zeynep Dilruba Sanoglu | Turquia       | 112.72 | 42.81 (2)  | 69.91 (2)  |
| Medalha de bronze | Teodora Markova        | Bulgária      | 109.41 | 40.23 (3)  | 69.18 (3)  |
| 4                 | Sara Boschiroli        | Itália        | 107.92 | 40.02 (4)  | 67.90 (4)  |
| 5                 | Martina Manzo          | Itália        | 102.33 | 38.12 (5)  | 64.21 (6)  |
| 6                 | Martina Rota           | Itália        | 100.80 | 37.24 (6)  | 63.56 (7)  |
| 7                 | Greta Lupattelli       | Itália        | 100.21 | 35.75 (7)  | 64.46 (5)  |
| 8                 | Valeria Parma          | Itália        | 92.33  | 34.78 (9)  | 57.55 (9)  |
| 9                 | Mona Lehtinen          | Finlândia     | 89.70  | 30.38 (10) | 59.32 (8)  |
| 10                | Marianna Torresani     | Itália        | 86.30  | 35.42 (8)  | 50.88 (14) |
| 11                | Sara Martuscelli       | Itália        | 85.18  | 28.34 (12) | 56.84 (10) |
| 12                | Alina Martyniuk        | Ucrânia       | 80.98  | 29.33 (11) | 51.65 (13) |
| 13                | Chiara Paganin         | Itália        | 80.93  | 25.65 (14) | 55.28 (11) |
| 14                | Simona Arnaudova       | Bulgária      | 78.25  | 26.07 (13) | 52.18 (12) |
| 15                | Monika Yordanova       | Bulgária      | 71.22  | 21.69 (15) | 49.53 (15) |
| 16                | Zeynep Yigit           | Turquia       | 63.84  | 19.69 (17) | 44.15 (16) |
| 17                | Kameliya Doncheva      | Bulgária      | 62.52  | 20.78 (16) | 41.74 (17) |
| WD                | Sophia Mihaylova       | Bulgária      | —      | 19.50 (18) | — (WD)     |
| WD                | Beste Bekman           | Turquia       | —      | — (WD)     |            |

### Noviço avançado

#### Individual masculino noviço avançado
| Pos.              | Nome                | Nacionalidade | Pontos | PC        | PL        |
| ----------------- | ------------------- | ------------- | ------ | --------- | --------- |
| Medalha de ouro   | Basar Oktar         | Turquia       | 93.56  | 34.08 (1) | 59.48 (1) |
| Medalha de prata  | Alexander Zlatkov   | Bulgária      | 89.42  | 32.26 (3) | 57.16 (2) |
| Medalha de bronze | Emanuele Indelicato | Itália        | 84.73  | 32.26 (2) | 52.47 (3) |

#### Individual feminino noviço avançado
| Pos.              | Nome                            | Nacionalidade | Pontos | PC         | PL         |
| ----------------- | ------------------------------- | ------------- | ------ | ---------- | ---------- |
| Medalha de ouro   | Lucrezia Gennaro                | Itália        | 100.76 | 38.86 (1)  | 61.90 (1)  |
| Medalha de prata  | Alexandra Feigin                | Bulgária      | 87.03  | 36.56 (2)  | 50.47 (4)  |
| Medalha de bronze | Ilayda Bayar                    | Turquia       | 86.02  | 32.68 (4)  | 53.34 (2)  |
| 4                 | Valentina Indelicato            | Itália        | 82.56  | 31.69 (5)  | 50.87 (3)  |
| 5                 | Somerville Genevieve Rakadjieva | Reino Unido   | 80.51  | 31.00 (6)  | 49.51 (6)  |
| 6                 | Ekin Saygi                      | Turquia       | 80.48  | 33.70 (3)  | 46.78 (10) |
| 7                 | Olga Zacharewicz                | Polônia       | 78.19  | 28.60 (8)  | 49.59 (5)  |
| 8                 | Presiyana Dimitrova             | Bulgária      | 76.67  | 29.40 (7)  | 47.27 (9)  |
| 9                 | Melina Brusi                    | Finlândia     | 75.05  | 26.36 (12) | 48.69 (7)  |
| 10                | Vilma Leppanen                  | Finlândia     | 74.83  | 27.43 (10) | 47.40 (8)  |
| 11                | Alisa Hakola                    | Finlândia     | 74.21  | 27.61 (9)  | 46.60 (11) |
| 12                | Buse Bayramoglu                 | Turquia       | 72.10  | 25.66 (15) | 46.44 (12) |
| 13                | Yoanna Mateva                   | Bulgária      | 69.99  | 26.65 (11) | 43.34 (15) |
| 14                | Zeynep Karagoz                  | Turquia       | 69.37  | 25.83 (14) | 43.54 (14) |
| 15                | Sandra Backman                  | Finlândia     | 68.25  | 24.68 (17) | 43.57 (13) |
| 16                | Sila Sagdic                     | Turquia       | 64.53  | 23.32 (20) | 41.21 (16) |
| 17                | Bihter Eylul Yaras              | Turquia       | 63.82  | 26.00 (13) | 37.82 (17) |
| 18                | Maja Marczak                    | Polônia       | 61.51  | 24.58 (18) | 36.93 (18) |
| 19                | Azra Terlemez                   | Turquia       | 60.90  | 25.40 (16) | 35.50 (19) |
| 20                | Begum Boynukisa                 | Turquia       | 59.40  | 24.53 (19) | 34.87 (20) |
| 21                | Berfin Demir                    | Turquia       | 34.19  | 13.94 (21) | 20.25 (21) |

## Quadro de medalhas
Sênior
| Ordem | País       | Medalha de ouro | Medalha de prata | Medalha de bronze |   | Ordem por total |
| ----- | ---------- | --------------- | ---------------- | ----------------- | - | --------------- |
| 1     | Dinamarca  | 1               | 1                |                   | 2 | 2               |
| 2     | Itália     | 1               |                  | 2                 | 3 | 1               |
| 3     | Luxemburgo |                 | 1                |                   | 1 | 3               |
| TOTAL | TOTAL      | 2               | 2                | 2                 | 6 | —               |

Geral
| Ordem | País       | Medalha de ouro | Medalha de prata | Medalha de bronze |    | Ordem por total |
| ----- | ---------- | --------------- | ---------------- | ----------------- | -- | --------------- |
| 1     | Itália     | 5               |                  | 3                 | 8  | 2               |
| 2     | Bulgária   | 3               | 3                | 4                 | 10 | 1               |
| 3     | Turquia    | 2               | 2                | 3                 | 7  | 3               |
| 4     | Dinamarca  | 1               | 1                |                   | 2  | 4               |
| 5     | Romênia    |                 | 2                |                   | 2  | 4               |
| 6     | Luxemburgo |                 | 1                |                   | 1  | 6               |
| 6     | Ucrânia    |                 | 1                |                   | 1  | 6               |
| TOTAL | TOTAL      | 11              | 10               | 10                | 31 | —               |